# Tzachas
Tzachas, noto anche come Chaka Bey (in turco Çaka Bey) (fl. XI secolo), fu un comandante militare turco selgiuchide dell'XI secolo che governò uno stato indipendente con sede a Smirne.
Originariamente al servizio bizantino, si ribellò e conquistò Smirne, gran parte delle coste dell'Egeo, dell'Asia Minore e le isole che si trovavano al largo, nel 1088-91. Al culmine del suo potere, si dichiarò persino imperatore bizantino e cercò di assaltare Costantinopoli insieme ai Peceneghi. Nel 1092, una spedizione navale bizantina gli inflisse una pesante sconfitta e riprese Lesbo, mentre l'anno successivo fu ucciso a tradimento da suo genero Kilij Arslan I. Smirne e il resto del precedente dominio di Tzachas fu recuperato dai Bizantini pochi anni dopo, nel 1097 circa.

## Vita
Si sa molto poco della sua vita, e principalmente da una sola fonte, l'Alessiade della principessa bizantina Anna Comnena, figlia dell'imperatore Alessio I Comneno ( r . 1081–1118 ). È anche menzionato nel XIII secolo come Chavuldur Chaka (in turco Çavuldur Çaka), ma non è una fonte molto affidabile a causa della natura semi-leggendaria del suo materiale.
Secondo l'Alessiade, Tzachas era originariamente un predone, che fu fatto prigioniero dai Bizantini durante il regno di Niceforo III Botaniate (r . 1078–1081). Tzachas entrò nel servizio bizantino e avanzò rapidamente nella sua carriera grazie al favore imperiale, ricevendo il titolo di protonobilissimus e ricchi doni. Tuttavia, quando Alessio I Comneno depose i Botaniati nel 1081, Tzachas perse la sua posizione e fuggì da Bisanzio.
Dal 1088 circa in poi, usò la sua base a Smirne per fare la guerra contro i Bizantini. Impiegando artigiani cristiani, costruì una flotta, con la quale catturò Focea e le isole dell'Egeo orientale di Lesbo (ad eccezione della fortezza di Metimna), Samo, Chio e Rodi. Una flotta bizantina al comando di Niketas Kastamonites fu inviata contro di lui, ma Tzachas la sconfisse in battaglia. Alcuni studiosi moderni hanno ipotizzato che le sue attività durante questo periodo possano essere state in congiunzione, e forse anche in coordinamento, con due ribelli bizantini contemporanei, Rapsomate a Cipro e Karykes a Creta.
Nel 1090/91, i Bizantini, sotto Costantino Dalasseno, recuperarono Chios. Imperterrito, Tzachas ricostruì le sue forze e riprese i suoi attacchi, proclamandosi persino imperatore (basileus) e cercando di concludere un'alleanza contro Alessio I con i Peceneghi in Tracia per un attacco congiunto a Costantinopoli. Nel 1092, Dalassenos e il nuovo megaduca, Giovanni Ducas, furono inviati contro Tzachas e attaccarono la fortezza di Mitilene a Lesbo. Tzachas resistette per tre mesi, ma alla fine dovette negoziare una resa alla fortezza. Durante il suo ritorno a Smirne, Dalassenos attaccò la flotta turca, che fu quasi distrutta.
Secondo l'Alessiade, nella primavera del 1093, Tzachas attaccò il porto di Abido nel Mar di Marmara. Alessio I inviò il sultano del Sultanato selgiuchide di Rum Kilij Arslan I ( r . 1092–1107), che era sposato con la figlia di Tzachas, Ayşe Hatun, ed era quindi suo genero, per attaccarlo dalle retrovie. Il Sultano avanzò ad Abido, dove, con il pretesto di invitare Tzachas a un banchetto, fece assassinare suo suocero. Tuttavia, nel 1097 si dice che uno "Tzachas", forse il figlio originale di Tzachas, tenesse ancora Smirne quando l'esercito bizantino sotto Giovanni Ducas riconquistò la città.

## Eredità
Le forze navali turche considerano ufficialmente il 1081, la cattura di Smirne da parte di Tzachas, come data di fondazione.